# Infinity Coast
L'Infinity Coast è un grattacielo di Balneário Camboriú in Brasile.

## Storia
I lavori di costruzione della torre, iniziati nel 2013, sono stati completati nel 2019.

## Descrizione
L'edificio, che sorge a brevissima distanza dal lungomare della città di Balneário Camboriú, presenta un'altezza di 235 metri per 66 piani. La torre è a destinazione residenziale.